# Oromie
Oromie je jedním z devíti svazových států (Afar, Amhara, Benishangul-Gumuz, Gambela, Harari, Oromia, Somali, Southern Nations, Nationalities, and People's Region; Tigray), z nichž se skládá Federativní demokratická republika Etiopie. Na základě nynějšího vymezení hranic se rozkládá na ploše zabírající 359 619 km², region zabírá asi 30 % z celkové rozlohy Etiopie. Zahrnuje bývalou provincii Arsi a části bývalých provincií Bale, Hararge, Illubabor, Kaffa, Šoa, Sidamo a Welega. V současnosti je hlavním městem Adama, v minulosti jím byla Addis Abeba (oromsky Finfinne). Přenesení hlavního města vyvolalo značnou nevoli u oromských obyvatel, usilují o navrácení hlavního města Oromie zpět do Addis Abeby.

## Obyvatelstvo
Oromie je nejlidnatějším regionem federace. 85 % obyvatel svazového státu tvoří Oromové. Podle sčítání lidu a domácností z roku 1996/97 se odhaduje, že v roce 2004 zde žilo okolo 25 miliónů obyvatel, což představuje 35 % z celkové počtu obyvatel Etiopie. Míra urbanizace je velice nízká, necelých 13 % obyvatel žije ve městech, téměř 88 % obývá vesnice. Oromská populace se vyznačuje vysokým přirozeným přírůstkem, ročně počet obyvatel Oromie narůstá o 2,9 % a odborníci očekávají, že v roce 2015 dosáhne počet obyvatel regionu 33 miliónů. Co se týče věkové struktury, 45 % obyvatel je mladších 15 let, zatímco ekonomicky aktivních je 50 % obyvatel. Na 100 pracujících připadá 100 osob v předproduktivním, či postproduktivním věku.

## Politický systém
Oromský tradiční politický systém zvaný gada, byl nahrazen správou tzv. neftegnas. Tento systém se za přispění Oromů a dalších obyvatel Etiopie po několika desetiletích fungování zhroutil. V roce 1991 spatřila světlo světa listina (Transitional Charter), která dala vzniknout zastupitelskému orgánu (The Council of Representatives), jež vydal prohlášení o právu na sebeurčení a zaručil velkou míru samosprávy jednotlivým krajům či regionům, které později vznikly. Oromský region byl právoplatně založen v roce 1992, společně s ním vznikla i místní vláda, jejímž hlavním úkolem je garantovat mír, zajistit pořádek, podílet se a napomáhat hospodářskému a sociálnímu rozvoji regionu. Za tímto účelem bylo založeno několik nových exekutivních a byrokratických institucí. Oromský region je rozdělen do 12 zón, které se dále dělí na tzv. woredas. Zákonodárnou moc má v rukou parlament caffee, správní radě (Administrative Council) je svěřena moc výkonná, její činnost je kontrolována oromským parlamentem, posledním článkem je moc soudní.

### Prezidenti správní rady
- Hassen Ali (1992 - 1995)
- Kuma Demeksa (1995 - 2001)
- Juneidi Sad (2001 - 2005)
- Abadula Gemeda (2005)

### Zóny
- Arsi
- Bale
- Borena
- Illubabor
- Jimma
- West Hararghe
- West Shewa
- West Welega
- East Hararghe
- East Shewa
- East Welega
- North Shewa

https://web.archive.org/web/20080530003828/http://www.ocha-eth.org/Maps/downloadables/OROMIYA.pdf Mapa zóny Oromie (UN-OCHA)] (PDF file)

## Ekonomika
Primér je klíčovým pilířem hospodářství Oromie. Zemědělství poskytuje obživu téměř 90% obyvatel a ze 65% se podílí na HDP regionu. Na export jsou určeny zemědělské plodiny jako káva, surová kůže, olejniny a luštěniny atp. Růst objemu výroby a produktivity brzdí tradiční farmářské metody a omezené využívání moderních technologií. Místní podniky nejsou z větší části schopny vytěžené či vypěstované suroviny dále zpracovávat, tudíž podíl průmyslu na místním HDP dosahuje pouze 12% a v roce 1998/99 zaměstnával okolo 20 000 obyvatel. Místní vláda připravuje projekty výstavby silniční sítě, Oromii protíná 247 km dlouhá džibutsko-etiopská železnice, Oromie sází i na prostředky plynoucí z cestovního ruchu. Speciální projekty a finanční příspěvky částečně zlepšily úroveň vzdělanosti, obecně ale zůstává úroveň gramotnosti poměrně nízká, nejhůře je na tom ženská část populace. Poskytnutí kvalitních zdravotních služeb je jedním ze základních předpokladů rozvoje. Množství zdravotnických zařízení a personálu v poměru ku počtu obyvatel je nedostatečné, WHO tento stav, ve srovnání se zbytkem subsaharské Afriky, označuje za kritický. Značná část obyvatel trpí nedostatkem kvalitní pitné vody. Hlavními příčinami úmrtí jsou AIDS, malárie, průjmová onemocnění a nákazy způsobené parazity.

## Konflikty

### Oromský boj proti etiopské nadvládě
Ozbrojený boj oromských kmenů a uskupení trvá již od počátku 20. století, kdy byla země kolonizována Etiopií, které vládl Menelik II. V současnosti bojuje partyzánské hnutí Osvobozenecká fronta Oromie (OLF), založené v roce 1973 oromskými nacionalisty, proti režimu tigrejského diktátora Melese Zenawiho. Hlavním cílem povstalců z OLF je uplatnění nezadatelného práva na sebeurčení, které by ukončilo století útlaku a vykořisťování ze strany Etiopie a vytvoření politické unie s ostatními národy, jež by si byly rovny, respektovaly by jednotlivé zájmy a principy dobrovolného sdružení. OLF je ve válce proti etiopské vládě pravděpodobně podporována Eritreou a některými somálskými frakcemi, spolupracuje s Národní osvobozeneckou frontou Ogadenu (ONLF) z východní Etiopie.

### Oromsko-somálský konflikt
V říjnu roku 2004 proběhlo referendum o podobě společné hranice mezi dvěma regionálními státy Etiopie, Somálským národním regionálním státem (SNRS) a Oromským regionálním státem. Referendum mělo ukončit, více než 10 let trvající spor mezi oběma regiony. O půdu a přístup k vodním zdrojům bojují somálská frakce Degodia s oromskou skupinou Borana. Referendum proběhlo celkem ve 12 oblastech v 5 zónách, nutno podotknout, že ne za zcela regulérních podmínek. 80 % území připadlo pod správu oromského regionu. Výsledek referenda zapříčinil masový odliv somálských etnik z částí v zónách Afder, Liban, Shinile a Fik. Odchod Somálců nebyl dobrovolný, většina obyvatel byla nucena opustit své domovy po stupňujícím se útlaku a pronásledování ze strany Oromů. Podobná situace panuje v oblastech, kde referendum zatím neproběhlo, např. v oblasti Hudet v zóně Liban. Situace je nadále napjatá. Během parlamentních voleb 15. května 2005 se přiostřilo napětí mezi vládou a Osvobozeneckou frontou Oromie (OLF). V bojích o dobytek a pastviny bylo zabito v roce 2005 73 lidí a dalších 45 bylo zraněno. Konflikt se podařilo zklidnit pod dohledem vládních jednotek v oblasti.